# فليزار ديميتروف
فليزار ديميتروف (بالبلغارية: Велизар Димитров)‏ (13 أبريل 1979 بلغاريا - ) هو لاعب كرة قدم بلغاري.

## مسيرته الكروية
لعب فليزار ديميتروف خلال مسيرته الاحترافية مع 5 أندية في سبعة عشر موسمًا وسجل خلالها 78 هدفًا ضمن 295 مباراة. حيث فاز في موسم واحد بالكأس وفي ثلاثة مواسم بالدوري.
خاض فليزار ديميتروف مسيرته مع FC Minyor Pernik ‏ في موسم 1998–99 ولمدة موسمين، مشاركًا في 28 مباراة سجل خلالها 6 أهداف. ثم انتقل إلى ماريك دوبنيتسا ‏ في موسم 2000–01 ولمدة موسمين، حيث شارك في 43 مباراة سجل خلالها 18 هدفًا. لينتقل بعدها إلى نادي سسكا صوفيا في موسم 2002–03 ليلعب معه ستة مواسم، مشاركًا في 114 مباراة سجل خلالها 36 هدفًا. ثم انتقل إلى نادي ميتالورغ دونيتسك في موسم 2008–09 ليلعب معه ستة مواسم، مشاركًا في 108 مباراة سجل خلالها 18 هدفًا.

## وصلات خارجية
فليزار ديميتروف على موقع الاتحاد الأوربي (الإنجليزية)
- فليزار ديميتروف على موقع اتحاد أوكرانيا (الإنجليزية)
- فليزار ديميتروف على موقع قاعدة بيانات كرة القدم.إي يو (الإنجليزية)
- فليزار ديميتروف على موقع ناشيونال فوتبول تيمز (الإنجليزية)
- فليزار ديميتروف على موقع Soccerway.com (الإنجليزية)